# 南河内村 (兵庫県)
南河内村（みなみこうちむら）は、兵庫県多紀郡にあった村。現在の丹波篠山市の北西部、篠山川の右岸、福知山線・丹波大山駅の対岸、舞鶴若狭自動車道・西紀サービスエリアの周辺にあたる。

## 地理
- 河川：篠山川、宮田川

## 歴史
- 1889年（明治22年）4月1日 - 町村制の施行により、黒田村・川北村・川北新田村・口坂本村（飛地を除く）・西谷村（飛地を除く）・東木ノ部村（飛地を除く）・高屋村・川西村・西木ノ部村および大野村・矢代村・東河内村・下板井村・宮田村・大山下村の各飛地の区域をもって発足。
- 1955年（昭和30年）1月1日 - 北河内村・草山村と合併して西北村が発足。西北村が即日改称して西紀村となる。同日南河内村廃止。

## 交通

### 道路
現在は旧村域に舞鶴若狭自動車道・西紀サービスエリアが所在するが、当時は未開通。